# Io tu noi tutti
 (janvier 2020).
Si vous disposez d'ouvrages ou d'articles de référence ou si vous connaissez des sites web de qualité traitant du thème abordé ici, merci de compléter l'article en donnant les références utiles à sa vérifiabilité et en les liant à la section « Notes et références ».

Io tu noi tutti (moi, toi, nous tous) est le 11e album de Lucio Battisti, sorti en  mars 1977 chez le label Numero Uno.

## l'album
L'album a été enregistré à Hollywood. L'album a été le second disque le plus vendu de l'année en Italie en 1977.

## Chansons
Toutes sont de Mogol pour les paroles et Battisti pour la musique.
Face A
1. Amarsi un po' – 5:04
2. L'interprete di un film – 4:25
3. Soli – 4:16
4. Ami ancora Elisa – 6:39

Face B
1. Sì, viaggiare – 6:04
2. Questione di cellule – 4:14
3. Ho un anno di più – 5:01
4. Neanche un minuto di 'non amore' – 5:19

## Musiciens
- Lucio Battisti : guitare électrique, guitare acoustique
- Dennis Budimir : guitare électrique, guitare acoustique
- Ray Parker Jr. : guitare électrique
- Danny Ferguson : guitare électrique
- Ivan Graziani : guitare électrique
- Mike Melvoin : claviers / synthés
- Claudio Maioli : claviers
- Michael Boddicker : synthés
- Scotty Edwards : basse
- Jim Hughart : basse
- Hugh Bullen : basse
- Ed Greene : batterie
- Hal Blaine : batterie
- Walter Calloni : batterie

## Note
1. ↑  « Io tu noi tutti » (consulté le 29 mai 2010)